# Jardín Botánico y Arboreto de Alta Cima
El Jardín Botánico y Arboreto de Alta Cima, es un jardín botánico y Arboreto de unas 7 hectáreas de extensión que se encuentra en la Reserva de la Biosfera El Cielo, en el municipio de Jaumave, Tamaulipas, México. 
Es miembro del BGCI y presenta trabajos para la Agenda Internacional para la Conservación en los Jardines Botánicos.
Su código de identificación internacional como institución botánica afiliada al BGCI, así como las siglas de su herbario es ALCIM.

## Localización
Jardín Botánico y Arboreto de Alta Cima, Reserva de la Biosfera El Cielo, Jaumave, Tamaulipas México.
Planos y vistas satelitales22°55′N 99°02′O / 22.917, -99.033
- Altitud: 800.00 m s. n. m.
- Área Total Bajo Sombra: 100 metros

Se encuentra abierto al púbico en general, pagando una tarifa de entrada.

## Historia
Fue creado en 1998 mediante la cooperación entre los habitantes locales y ONGes nacionales e internacionales para la conservación del área a través del Programa Organízate!, Organización Comunitaria y de Capacitación para la Conservación y la Gestión en la Reserva de la Biosfera El Cielo.
Opera en 5 comunidades rurales Jaumave, Ocampo, Gómez Farías, Llera De Canales y en la ruta de ecoturismo de El Cielo.

## Colecciones

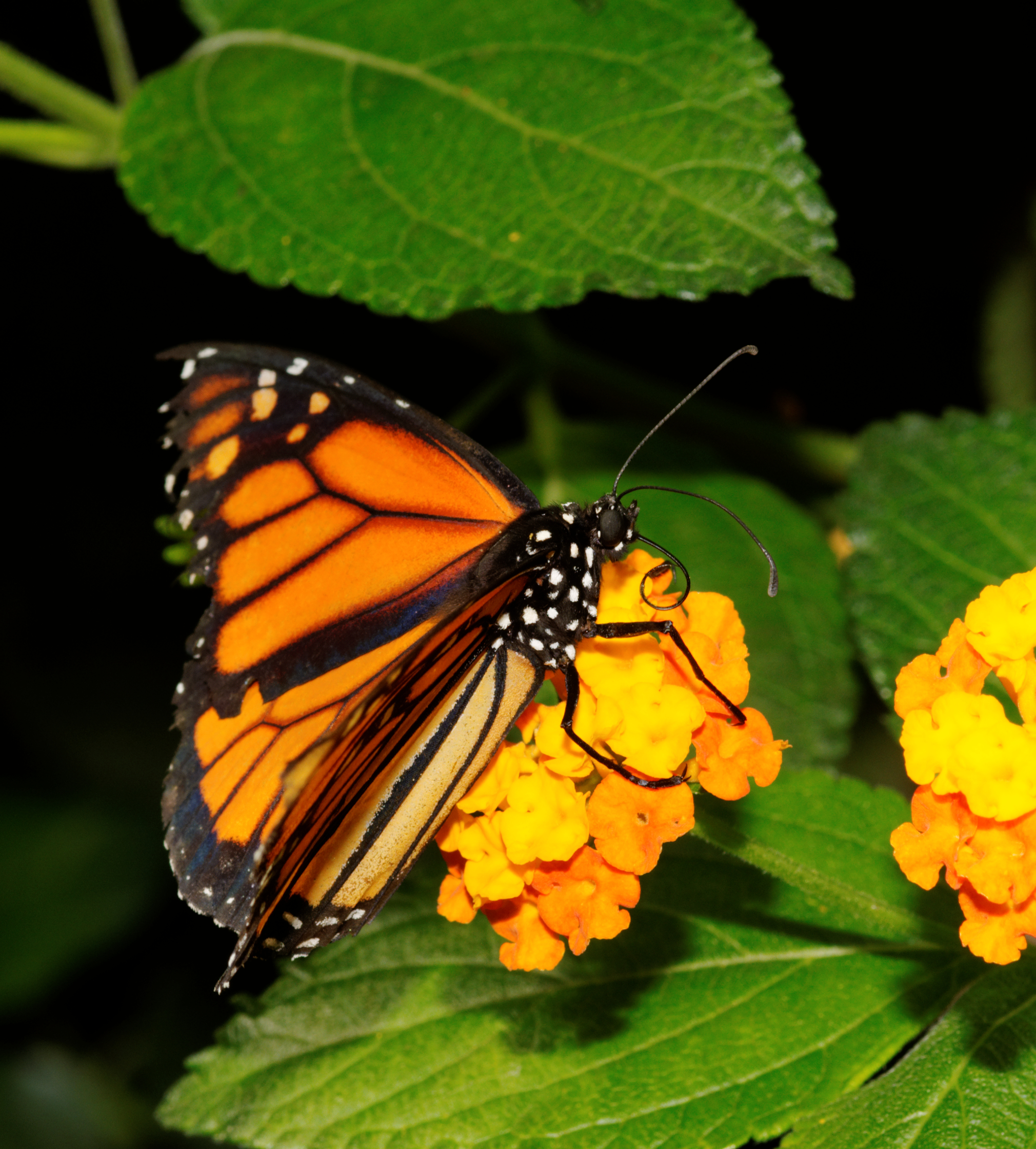
La mariposa monarca (Danaus plexippus) libando sobre flores de Lantana camara.

El jardín botánico y arboreto se encuentra enclavado dentro de la Reserva de la Biosfera El Cielo, lugar de paso de las mariposas monarca en su migración anual hacia el centro de México, y área donde se albergan numerosos endemismos, o sea plantas y animales únicos como la orquídea blanca (Euchile mariae), el arce o maple mexicano (Acer skutchii), la magnolia de El Cielo (Magnolia cieloensis) o el moquito (Podocarpus recheii).
El jardín botánico en sí mismo alberga 362 Accesiones de plantas vivas, con 42 taxones cultivados.
Entre sus colecciones de plantas raras, endémicas, o amenazadas, algunas de ellas en formación, se encuentran:
- Jardín de las mariposas
- Colección de cactus
- Orquídeas
- Cycas del noreste de México
- Banco de germoplasma
- Herbario

## Actividades
En este centro se despliegan una serie de actividades a lo largo de todo el año:
- Programas de conservación
- Programa de mejora de plantas medicinales
- Programas de conservación « Ex Situ »
- Estudios de nutrientes de plantas
- Ecología
- Conservación de Ecosistemas
- Programas educativos
- Etnobotánica
- Exploración
- Horticultura
- Restauración Ecológica
- Sistemática y Taxonomía
- Sostenibilidad
- Farmacología
- Mejora en la agricultura
- Index Seminum
- Exhibiciones de plantas especiales
- Sociedad de amigos del botánico
- Cursos para el público en general